# Progressive (singel)
progressive – szósty singel zespołu Kalafina, wydany 28 października 2009 roku. Album zawiera piosenki śpiewane przez Wakana, Keiko oraz Hikaru.
Singel osiągnął 14 pozycję w rankingu Oricon, sprzedano 6 707 egzemplarzy.

## Lista utworów
Wszystkie utwory zostały skomponowane i napisane przez Yuki Kajiura.
Dysk pierwszy (CD)
| Nr | Tytuł                           | Czas |
| -- | ------------------------------- | ---- |
| 1. | "progressive"                   | 5:41 |
| 2. | "Utsukushisa" (jap. うつくしさ) | 4:50 |
| 3. | "progressive 〜Instrumental〜"  | 5:41 |

Dysk drugi (DVD)
| Nr | Tytuł                                                                                            | Zawartość                                                                             | Czas |
| -- | ------------------------------------------------------------------------------------------------ | ------------------------------------------------------------------------------------- | ---- |
| 1. | "progressive" (wideoklip)                                                                        |                                                                                       |      |
| 2. | "Closed Premium Live" (materiały filmowe)                                                        | 1. love come down 2. Ongaku (音楽) 3. Mata Kaze ga Tsuyoku Natta (また風が強くなった) |      |
| 3. | "TOKYO MXTV de 7-gatsu on Air Sareta Artist Himitsu Document Bangumi "Utatane" Kalafina Version" |                                                                                       |      |